# Microchiroptere
Microchiropterele (Microchiroptera) este un subordin de chiroptere, care cuprinde lilieci de talie mică, majoritatea fiind insectivori, puțini frugivori și hematofagi. 
Sunt mamifere crepusculare și nocturne, adaptate la un zbor activ și susținut, executat prin bătaia activă a unui patagiu întins între laturile corpului și membre. Cei mai mulți sunt mici ca șoarecii, iar unii de mărimea șobolanilor.
Au un bot scurt și adesea turtit. Urechea externă este foarte dezvoltată, mare și adesea mult complicată. Tragusul adesea are forma unei lame îndreptate paralel cu pavilionul și la unele specii este așa de mare, încît liliecii par că ar avea urechi duble. Marginea externă a pavilionului se îndoaie spre interior și în sus, formînd un antitragus. Pavilionul urechii este mai mare la liliecii fără formații tegumentare în jurul nasului. Au auzul foarte dezvoltat, pavilionul urechii putându-se dezvolta uneori mult și cu tragus bifid, cum este cazul la Megaderma și Macroderma.
La reprezentanții mai multor familii, pielea din jurul nasului formează formații tegumentare care sunt niște cute caracteristice, care le dau o înfățișare particulară. Mai caracteristice sunt aceste formații tegumentare la "liliecii cu potcoavă" (Rhinolophidae), care au în jurul nărilor o cută a pielii asemănătoare cu o potcoavă, ale cărei capete sunt îndreptate spre ochi; această cută se numește potcoavă. Așezată cu baza între cele două brațe ale potcoavei și îndreptată cu vârful spre frunte se află o altă cută, numită din cauza formei sale lance. Ea are pe suprafața sa mai multe adâncituri. Perpendicular pe lance, respectiv pe nas, este așezată o altă cută mediană longitudinală, numită șa. Aceste formații tegumentare din jurul nasului joacă rol în dirijarea ultrasunetelor pe care le emit liliecii.
La membrele anterioare nu poartă gheare decât primul deget, liber și redus la una sau două falange. Între celelalte patru degete alungite, între ultimul dintre ele și antebraț, braț și laturile trunchiului, până la membrele posterioare, și între acestea și coadă este întinsă o membrană zburătoare numită patagiu.
Măselele au tuberculi ascuțiți, legați prin creste în formă de W. Vampirii, lilieci care se hrănesc cu sînge au incisivii și caninii triunghiulari și ascuțiți ca niște cuțite, potriviți pentru a sparge pielea mamiferelor.
Zborul este perfecționat și foarte rapid. Orientarea în timpul zborului de noapte, siguranța mișcărilor, descoperirea insectelor mici din aer și evitarea obstacolelor în cea mai mare beznă se face cu ajutorul ecolocației. Laringele emite ultrasunete care sunt proiectate prin gură sau nas; acestea, reflectate de obiecte, sunt prinse de pavilionul urechii. Animalul apreciază astfel vecinătatea obstacolelor pe care le ocolește; el poate zbura astfel chiar când este orb.

## Clasificarea
Microchiropterele sunt răspîndite pe întreg pămîntul, cu excepția regiunilor polare, unde nu există insecte. Ele se împart în 17 familii, repartizate în 7 superfamilii (Simmons and Geisler, 1998 ).
Superfamilia Emballonuroidea
- Familia Emballonuridae

Superfamilia Rhinopomatoidea
- Familia Rhinopomatidae
- Familia Craseonycteridae

Superfamilia Rhinolophoidea
- Familia Rhinolophidae
- Familia Nycteridae
- Familia Megadermatidae

Superfamilia Vespertilionoidea
- Familia Vespertilionidae

Superfamilia Molossoidea
- Familia Molossidae
- Familia Antrozoidae

Superfamilia Nataloidea
- Familia Natalidae
- Familia Myzopodidae
- Familia Thyropteridae
- Familia Furipteridae

Superfamilia Noctilionoidea
- Familia Noctilionidae
- Familia Mystacinidae
- Familia Mormoopidae
- Familia Phyllostomidae